# Sambava
Sambava er en kommune og en by der er regionshovedstad i regionen Sava beliggende ved nordvestkysten af Madagaskar.
Nabobyer er Vohemar og Antalaha. Den nærmeste større by er Antsiranana (Diego Suarez). Sambava ligger ved Route Nationale 5B Ambilobe - Antalaha og har en regional lufthavn, Sambava Airport.
Landbrug og husdyrbrug er hovederhverv; Den vigtigste afgrøde er vanilje, men andre vigtige varer er kokosnødder og ris; der er også noget fiskeri.
- Havet ved Sambava
- Vaniljeforarbejdning

## Natur
Nationalpark Marojejy ligger i nærheden af Sambava.

## Eksterne kilder og henvisninger
1. ↑  The Commune Census of by the Ilo program of Cornell University in collaboration with FOFIFA and INSTAT

- Wikimedia Commons har flere filer relateret til Sambava